# Marcelo Alejandro Otero Larzábal
Marcelo Otero és un exfutbolista uruguaià, nascut a Montevideo el 14 d'abril de 1971. Ocupava la posició de davanter.
Es va destapar com a golejador al CA Peñarol, del seu país natal. El 1995 arriba al Calcio per militar al Vicenza, on va ser el referent ofensiu. Després d'una discreta estada al Sevilla FC, va retornar a Amèrica per jugar a l'Argentina. Va penjar les botes el 2003, després de jugar a Fénix.
Va ser internacional amb l'Uruguai en 25 ocasions, tot marcant 10 gols. Va participar amb la seua selecció a la Copa Amèrica de 1995.